# Felix al Bizanțului
Felix al Bizanțului (în greacă Φῆλιξ; n. mileniul I d.Hr. – d. 141 d.Hr.) a fost un episcop de Byzantion, care a slujit între anii 136 și 141. A slujit în timpul domniei împăraților Hadrian și Antoninus Pius.